# 早川彌三郎
早川 彌三郎（はやかわ やさぶろう、1869年（明治2年）4月28日 - 没年不明）は、日本の裁判官。

## 経歴
1869年、三重県にて出生。1893年7月、明治法律学校卒業。1893年12月の弁護士試験に及第して弁護士登録したものの、翌年12月の判事検事登用試験にも及第したため、司法官の道を選んだ。
安濃津区裁判事を皮切りに、 四日市区、名古屋区地裁判事を経て、台湾総督府法院判官に転じた。1907年から約3年半に亘って、司法制度および訴訟手続法の研究のためドイツに留学し、ミュンヘン大学、ハイデルベルク大学、ベルリン大学で学んだ。 帰国後は覆審法院検察官となり、1921年、大審院検事に補された。